# Pityopsis aspera
Pityopsis aspera là một loài thực vật có hoa trong họ Cúc. Loài này được (shuttlw. ex A.Gray) Small miêu tả khoa học đầu tiên năm 1933.